# Erythrophleum chlorostachys
Espèce
Erythrophleum chlorostachys est une espèce de plantes à fleurs de la famille des Fabacées, ou Légumineuses (sous-famille des Caesalpinioideae). C'est un arbre originaire d'Australie. On le trouve du nord-est du Queensland à la région de Kimberley en Australie-Occidentale. On rencontre cette espèce dans des environnements divers, de la savane aride à la forêt tropicale. C'est une source de bois appréciée, qui est très dur et bien résistant aux termites.

## Systématique
Le nom correct complet (avec auteur) de ce taxon est Erythrophleum chlorostachys (F.Muell.) Baillon.
L'espèce a été initialement classée dans le genre Laboucheria sous le basionyme Laboucheria chlorostachya F.Muell..
Erythrophleum chlorostachys a pour synonymes :
- Erythrophleum laboucheri F.Muell.
- Erythrophleum laboucheri F.Muell. ex Benth.
- Laboucheria chlorostachya F.Muell.
- Laboucheria chlorostachys F.Muell.